# Butch Seewagen
Butch Seewagen (New York, 13 giugno 1946) è un ex tennista statunitense.

## Carriera
In carriera ha raggiunto una finale di doppio al Roanoke International Tennis nel 1973, in coppia con l'australiano Ian Fletcher. Nei tornei del Grande Slam ha ottenuto il suo miglior risultato raggiungendo le semifinali di doppio misto agli US Open nel 1968, in coppia con la connazionale Peggy Michel.

## Statistiche

### Doppio

#### Finali perse (1)
| Numero | Anno            | Torneo                                | Superficie | Compagno     | Avversari in finale        | Punteggio |
| 1.     | 25 gennaio 1973 | Roanoke International Tennis, Roanoke | Cemento    | Ian Fletcher | Jimmy Connors Juan Gisbert | 0-6, 6-7  |